# Gurgen de Iberia
Gurgen (en georgiano: გურგენი ) también conocido como Gurgen Magistros, Gurgen II Magistros (también transliterado como Gourgen y en algunas fuentes Gurgan) de la dinastía Bagrationi, fue Rey de Iberia-Kartli con el título del Rey de Reyes desde 994 hasta su muerte en 1008. Recibió el título de Magistros del Emperador bizantino Basilio II.

## Biografía
Representante de la línea de Kartli de los bagrátidas georgianos (Bagrationi) de Tao-Klarjeti, Gurgen era hijo de Bagrat II, que fue rey de los georgianos de 958 a 994. Gurgen estuvo casado con Gurandukht, una hija del rey de Abjasia Jorge II, que dio a luz en torno a  960, a un hijo llamado Bagrat. Este último fue adoptado por su pariente, el poderoso príncipe David III Kuropalates de Tao/Tayk, como su heredero. En 975, Bagrat, todavía adolescente, fue instalado por David como gobernante en Kartli bajo la regencia de Gurgen. Tres años más tarde, Bagrat fue coronado Rey de los Abjasios, mientras Gurgen quedó como su cogobernante en las tierras de Kartli y ayudó a su hijo en su lucha contra la oposición aristocrática.
En 989, Bagrat planeó infligir un golpe final al poderoso noble Rati de Kldekari que poseía un gran feudo en Trialeti. Gurgen, junto a su ejército, esperó a su hijo en la frontera de Shavsheti, cuándo David de Tao, habiendo sido mal informado de que sus parientes pretendían emboscar sus posesiones, dispersó las tropas de Gurgen en un ataque repentino, forzándole para huir a la fortaleza de Tsep'ti. En este breve conflicto, el padre de Gurgen, Bagrat II, se puso de parte de  David. Los Bagrátidas, posteriormente se reconciliaron, pero el infructuoso levantamiento de David contra el Imperio Bizantino y un posterior tratado con Basilio II destruyó un acuerdo anterior por el que David había hecho a su hijo adoptivo, Bagrat (el hijo de Gurgen) heredero de su principado.
En 994, Bagrat II murió, y Gurgen le sucedió, coronándose como Rey de Reyes de los Georgianos. Este reino comprendía Tao septentrional, Shavshetia, Mesjetia, Javakheti, Ayaria y algunos territorios en Tao-Klarjeti. A la muerte de David de Tao en 1000, Gurgen, y Bagrat se reunieron con Basilio pero, incapaz de impedir la anexión del reino de David al Imperio bizantino, tuvieron que aceptar las nuevas fronteras. En esta ocasión, Bagrat fue investido con el título bizantino de kuropalates, y Gurgen con el de magistros, siendo mayor la dignidad conferida al hijo que al padre. Esto fue hecho por el emperador, según las crónicas Georgianas, para indisponer a Gurgen contra Bagrat, pero el emperador cometió un error de cálculo. Ese mismo año, Gurgen intentó tomar la herencia de David Kuropalates por la fuerza, pero se retiró ante el comandante bizantino Nicéforo Urano, dux de Antioquía.

## Legado
Gurgen Murió en 1008, dejando su trono a su hijo, el Rey Bagrat de Abjasia, lo que le permitió convertirse en el primer rey de una Georgia unida.